# Спиридон (Литвинович)
Спиридо́н Литвин́ович (6 грудня 1810, с. Дрищів, нині с. Надрічне поблизу Бережан — 4 червня 1869, Львів) — єпископ Української греко-католицької церкви; з 5 травня 1864 року — митрополит Галицький та архієпископ Львівський — настоятель УГКЦ. Засідав у Галицькому сеймі як віриліст (представник духовенства) упродовж 1861—1869 років. Віцемаршалок Галицького сейму, член Державної ради Австрійської імперії, посол і віцепрезидент Австрійського райхсрату (1861—1864).
Оборонець прав української нації, прихильник поділу Галичини на українську та польську адміністративні одиниці, автор патріотичних поезій.

## Життєпис

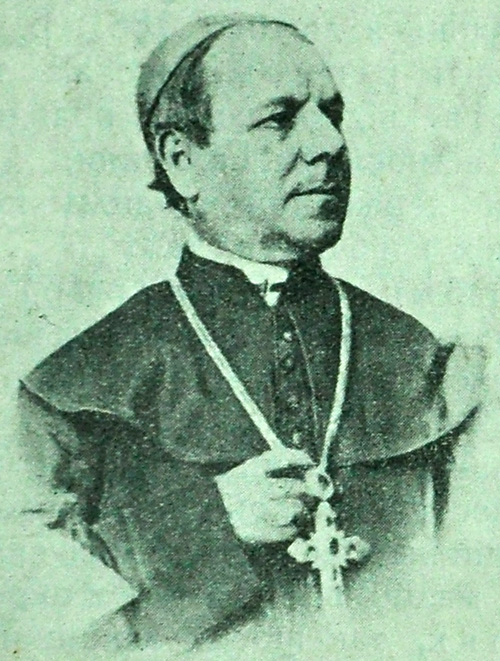
Спиридон (Литвинович)

Народився 6 грудня 1810 року в с. Дрищів (нині с. Надрічне Тернопільського району) в родині священика, пароха Дрищева.
Навчався в гімназії у м. Бережани, на богословських факультетах Львівського та Віденського університетів.
1835 р. висвячений на сан священика (ієрей). Упродовж 1835—1840 років навчався у вищому духовному закладі св. Авґустина у Відні, де здобув науковий ступінь доктора богослов'я. Повернувшись до Львова, став проповідником собору св. Юра у Львові, пізніше — катехитом німецькомовної гімназії у Чернівцях, а з 1848 р. — парохом церкви св. Варвари у Відні. У 1852 р. призначений почесним крилошанином та першим ректором новозаснованої Центральної духовної греко-католицької семінарії у Відні. 1857 р. висвячений на єпископа-помічника митрополита Михаїла (Левицького); після смерти митрополита в 1858—1860 рр. — тимчасовий адміністратор Галицької греко-католицької митрополії.
Брав активну участь у суспільно-політичному житті Галичини, відстоював права українського населення краю, підтримував проект її поділу на дві окремі адміністративні одиниці — західну (польську) і східну (українську).
Засідав у Галицькому сеймі як віриліст (представник духовенства) упродовж 1861—1869 років. Був віце-маршалком Галицького сейму, членом Державної ради Австрійської імперії, послом і віце-президентом Австрійського райхсрату (1861—1864 рр.), співголовою палати послів (у 1861 р.).
1863 р. змінив на митрополичому престолі Григорія Яхимовича, був іменований Галицьким митрополитом. Рішуче виступав проти спроб вищого польського духовенства підпорядкувати греко-католицького митрополита польському архієпископові. Великою його заслугою було прийняття в 1863 р. «Конкордії» (з лат. concordia — «згода») з римо-католицькою церквою — угоди, яка стала перешкодою в полонізації Галичини.
З 1864 р. — асистент папського престолу; згідно церковної посади — член палати вельмож (панів) Австрійського райхсрату та Галицького сейму.
1866 р. самоусунувся від політики, оскільки «покладав усі свої сподівання на Відень, а Відень за нашими домаганнями не обставав», «українські посли втратили небавом свій політичний провід» (за словами Костя Левицького).
Помер 4 червня 1869 року в Львові. Спочатку був похований на Городоцькому цвинтарі, а 1880 року його рештки разом із рештками іншого митрополита, Григорія Яхимовича, перенесено на Личаківський цвинтар і поховано у гробниці галицьких митрополитів і крилошан.

### Творчість
Був автором патріотичних поезій, зокрема, слів до популярної старогалицької пісні «Руський молодець» («Я щасний руську матір маю»).